# Furcinula perizoma
Furcinula perizoma är en fjärilsart som beskrevs av Diakonoff 1960. Furcinula perizoma ingår i släktet Furcinula och familjen vecklare. Inga underarter finns listade i Catalogue of Life.